# Stemmatophora combustalis
Stemmatophora combustalis is een vlinder uit de familie snuitmotten (Pyralidae). De wetenschappelijke naam is voor het eerst geldig gepubliceerd in 1842 door Fischer v. Roslerstamm.
De soort komt voor in Europa.